# Lenzing
Lenzing är en ort och kommun i Österrike. Den ligger i distriktet Vöcklabruck i förbundslandet Oberösterreich, 210 kilometer väster om huvudstaden Wien. 
Kommunen består av tolv orter (Ortschaften) (inom parentes invånarantal 1 januari 2024):

- Alt Lenzing (793)
- Haid (53)
- Kraims (53)
- Neuhausen (47)
- Oberachmann (358)
- Lenzing (3 021)
- Pichlwang (315)
- Raudaschlmühle (0)
- Reibersdorf (121)
- Thal (41)
- Ulrichsberg (51)
- Unterachmann (369)